# Bitwa o Cooch’s Bridge
Bitwa o Cooch’s Bridge – starcie w trakcie kampanii filadelfijskiej podczas wojny o niepodległość Stanów Zjednoczonych pomiędzy korpusem lekkiej piechoty gen. Williama Maxwella, a heskim kontyngentem podpułkownika von Wumba. Celem patriotów było zablokowanie marszu Brytyjczyków na Filadelfię – ich przegrana nie przyniosła zamierzonego skutku.

## Wprowadzenie
30 czerwca 1777 roku gen. William Howe opuścił wraz z wojskami New Jersey i założył obóz na Staten Island. 8 lipca rozpoczął przygotowania do ataku na Filadelfię od strony zatoki Delaware. 23 lipca 15-17 tysięcy żołnierzy zaokrętowanych na 267 statkach obstawianych przez 16 okrętów wojennych, wypłynęło ze Staten Island. 29 lipca armada dotarła do zatoki Delaware, lecz dowiedziawszy się z – fałszywego jak się okazało – raportu o zbliżaniu się Jerzego Waszyngtona, Howe rozkazał udać się do zatoki Chesapeake. Po ok. miesiącu na morzu brytyjskie siły zeszły na ląd 25 sierpnia w Head of Elk.
Głównodowodzący Armii Kontynentalnej gen. Jerzy Waszyngton wysłał korpus nowosformowanej lekkiej piechoty pod dowództwem gen. Williama Maxwella. Jego oddziały zajęły pozycje wokół mostu Cooch’s Bridge, aby zablokować marsz przeciwnika ku Filadelfii.

## Bitwa
2 września oddziały Howe’a natrafiły na piechotę Maxwella. Heski kontyngent pod dowództwem podpułkownika Ludwiga von Wurmba zaatakował i otoczył patriotów, a następnie dokonał szarży na bagnety. Lekka piechota wycofała się, a po serii akcji opóźniających marsz Brytyjczyków dołączyła do głównych sił Waszyngtona.
Informacje o stratach są sprzeczne, ale zakłada się, iż strona rebeliancka straciła ok. 30 zabitych i nieznaną liczbę rannych, zaś zwolennicy korony 20-30 ludzi.
Starcie miało opóźnić marsz Brytyjczyków na stolicę, jednak w efekcie nie odniosło wielkiego skutku.